# Radio Internazionale
Radio Internazionale Costa Smeralda è stata una storica emittente radiofonica regionale con sede a Olbia, nella zona nord est della Sardegna.

## Storia
Radio Internazionale Costa Smeralda (RICS) è stata fondata il 20 dicembre 1978 da Cesare Peruzzi, giovane di una nobile famiglia romana. Nel 1990 è stata rilevata dall'imprenditore Gianni Iervolino, vivendo stagioni alterne dal punto di vista editoriale, fino a trasformarsi in una web radio prima di chiudere definitivamente i battenti. 